# Die Sage vom Hirschgulden

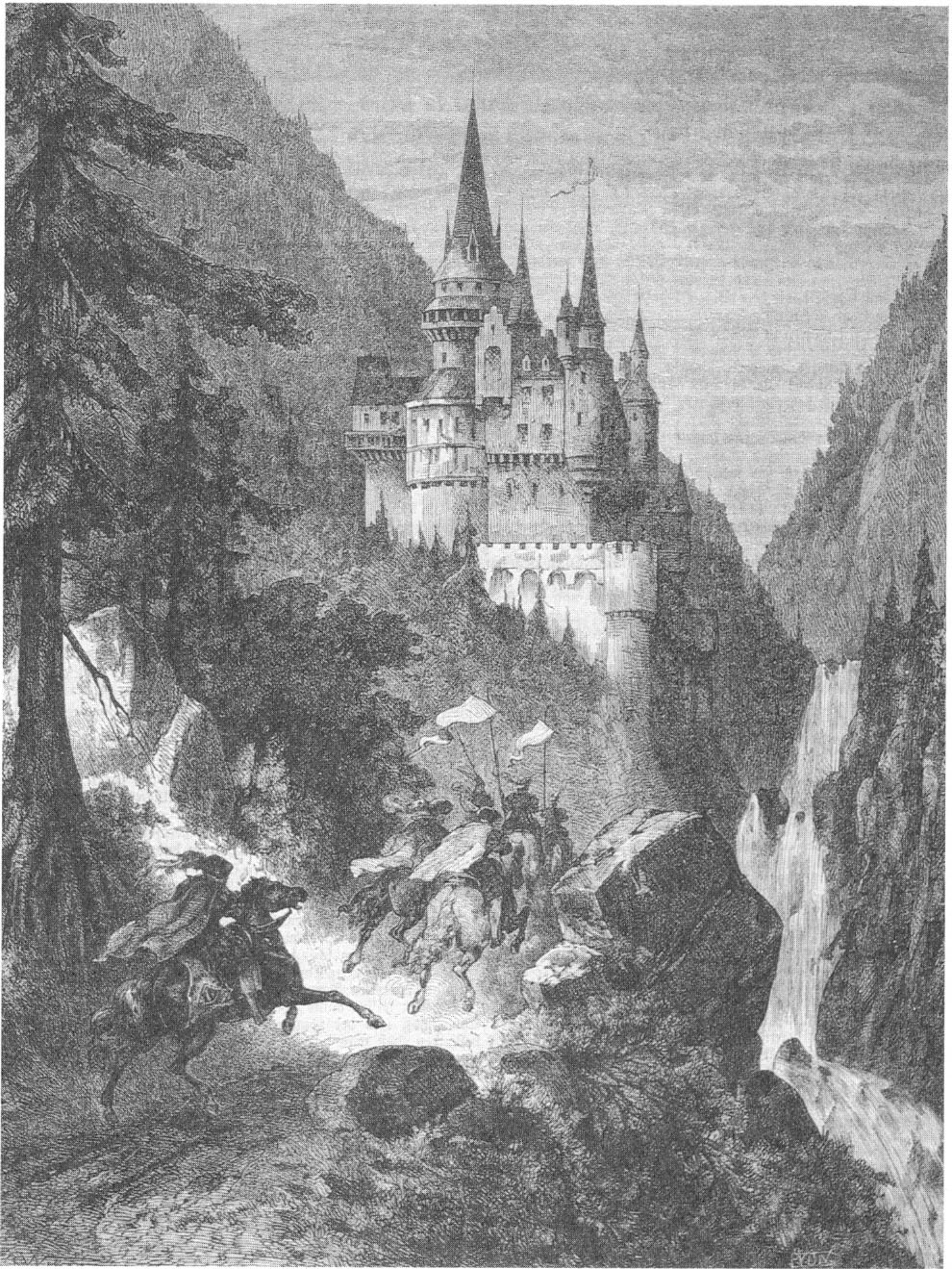
Ritt unter einer Zollernburg (Hirschberg?)
Holzstich zur Hirschguldensage von Wilhelm Hauff

Die Schalksburgsage oder – wie sie in der literarischen Verarbeitung durch Wilhelm Hauff auch genannt wird – Die Sage vom Hirschgulden ist eine historische Sage oder historische Überlieferung. Sie handelt vom Verkauf der Stadt Balingen und der dazugehörenden Herrschaft zu einem unangemessen geringen Betrag. In den jüngsten Versionen, erstmals belegt bei Gustav Schwab, wird dieser Betrag durch den Hirschgulden gegenständlich gemacht.
Der historische Kern der Überlieferung ist der Verkauf der Herrschaft Zollern-Schalksburg an Württemberg im Jahr 1403. Bereits in der Zimmerischen Chronik (geschrieben 1540/1558–1566) findet sich ein Beleg, wie das Ereignis in damaligen Adelskreisen wiedergegeben wurde. Die zollerische Geschichtsschreibung suchte dem ihre Version entgegenzusetzen und nutzte die Beschreibung auch als Mahnung an künftige Generationen, sorgsam mit dem Familienbesitz umzugehen. Jakob Frischlin beschrieb – das eine Mal für die Zollern, das andere Mal in einer württembergischen Landesbeschreibung – die Überlieferung aus zwei klar zu unterscheidenden Blickwinkeln. Die Zeit zwischen dem Dreißigjährigen Krieg und dem frühen 19. Jahrhundert stellt eine Überlieferungslücke dar, in der Erweiterungen, wie der erwähnte Hirschgulden, aber auch eine weitere Burg Eingang in die Überlieferung fanden. Im Zuge der von den Brüdern Grimm eingeleiteten Sagenforschung fand die Überlieferung durch Schwab wieder weitere Verbreitung. Wilhelm Hauff schuf darauf aufbauend ein um typische Märchenmotive erweitertes eigenständiges Werk, welches er in die Rahmenerzählung Das Wirtshaus im Spessart einbettete.

## Die Sage
Verkürzte Wiedergabe nach Schwab:

„Es waren einmal drei Burgen, Schalksberg, Hirschberg und Zollern. Auf denen lebten drei Brüder. Hirschberg war die schönste und der dortige Bruder der reichste. Ihm gehörte Balingen. Dieser erkrankte schwer, und das Gerücht ging um, er sei gestorben. Von den Brüdern kam keine Anteilnahme, stattdessen ließen sie Freudenschüsse hören. Darüber ärgerte sich der Todkranke so sehr, dass ihn ein heilsames Fieber überkam und er genas. Er entschloss sich, seinen Brüdern das Erbe vorzuenthalten, und verkaufte Burg und Stadt Balingen, auf den Fall seines Todes, an Württemberg um einen elenden Hirschgulden(?). Er lebte noch lange Zeit, währenddessen ihm seine Brüder schön taten. Als er doch starb, kamen seine Brüder wieder auf die Burg: „mit Worten wehklagen(d) und im Herzen fröhlich“. Doch der Abgesandte Württembergs zeigte ihnen den Vertrag und übergab ihnen den Hirschgulden. Am nächsten Tag beschlossen die Brüder, zumindest den Hirschgulden im Wirtshaus auf den Kopf zu hauen. Aber als sie damit bezahlen wollten, teilte ihnen der Wirt mit, dass der Hirschgulden abgewertet worden sei. So hatten sie statt des Erbes am Ende noch einen Gulden Schulden.“

## Historischer Hintergrund

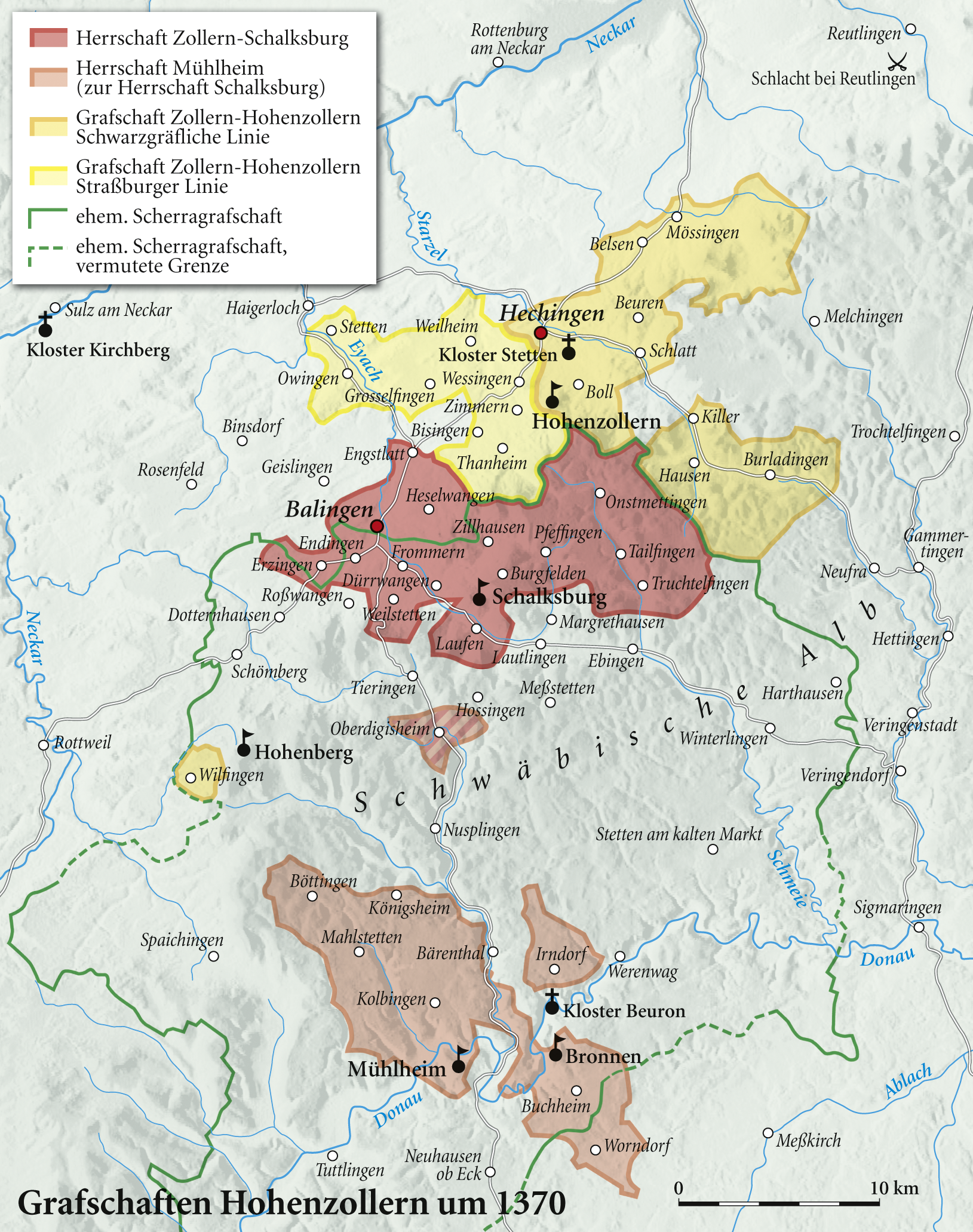
Die Zollerischen Grafschaften um 1370.
Die Herrschaft Schalksburg zusammen mit dem ursprünglich zur Herrschaft Mühlheim gehörenden Oberdigisheim wurde 1403 an Württemberg verkauft.

Siehe im Detail: Herrschaft Schalksburg
In den 1280er Jahren hatte sich das Adelsgeschlecht der Zollern in die Linien Zollern-Zollern und Zollern-Schalksburg geteilt. Das 14. Jahrhundert begann mit einem Bürgerkrieg zwischen Friedrich dem Schönen und Ludwig dem Bayern. In Schwaben bauten die Grafen von Württemberg ihre Herrschaft weiter aus – in Opposition zu den Städten und dem niederen Adel einerseits, und im Gegensatz zu Habsburg andererseits. Letztere hatten mit dem Erstarken der Eidgenossen in ihren Stammlanden zu kämpfen. Beide zollerischen Familien schlossen sich als Gefolgsleute diesen beiden Häusern an. Zur Interpretation der Sage ist dabei relevant, dass die beiden Familien nicht immer im selben Lager kämpften und die Unterstützung zumindest teilweise auf eigene Rechnung erfolgte. 1377 starb Friedrich IV., genannt „der Junge Ritter“ und älterer Bruder des letzten Grafen von Zollern-Schalksburg, auf der Seite der Württemberger in der Schlacht bei Reutlingen im Kampf gegen den Schwäbischen Städtebund. Ein Leichenzug von Reutlingen nach Balingen führt unweigerlich unterhalb der Burg Hohenzollern vorbei. Als im Jahr 1403 der einzige Sohn von Graf Friedrich V., genannt „Mülli“, starb, entschloss sich der Vater, seine Herrschaft für 28.000 Gulden an Württemberg zu verkaufen. Das Erbbegräbnis der Zollern lag im Kloster Stetten. Ein Leichenzug von Balingen dorthin hätte ebenfalls unterhalb der Burg Hohenzollern vorbeigeführt. Stetten war zwar lange Zeit noch das Hauskloster auch für Zollern-Schalksburg, aber Friedrich VI., wie auch später sein Vater, wurden in der St.-Nikolaus-Kapelle in Balingen beerdigt. Die nächste für die Sage relevante Frage ist, weshalb die Herrschaft nicht an Zollern-Zollern verkauft wurde. Die Antwort lautet, dass ihre finanzielle Situation durch die Beteiligung an den oben genannten kriegerischen Aktionen ebenso desolat war wie die ihrer Verwandten. Graf Friedrich Ostertag, genannt „Tägli“, aus der Linie Zollern-Zollern siegelte sogar als Zeuge auf den beiden Verkaufsurkunden. Eine letzte offene Frage ist, wann der erst 200 Jahre nach dem eigentlichen Verkauf aufgelegte Hirschgulden Bestandteil der Sage wurde.

## Berichte späterer Chroniken über den Verkauf
Neben dem Kaufvertrag vom 3. November 1403 und der notariellen Bestätigung vor dem Hofgericht in Rottweil gibt es noch weitere Berichte über den Verkauf:

### Der Bericht der Zimmerischen Chronik
In der um 1565/66 erstellten Zimmerischen Chronik schildert Froben Christoph von Zimmern am Beispiel der Zollern die Folgen von Uneinigkeit, Neid und Misstrauen unter Verwandten (er schreibt „Brüdern“). Es ist ein Beispiel unter mehreren. Froben Christoph von Zimmern erzählt, dass der Vetter auf Zollern, als er hörte, dass der Sohn des die Balinger Hälfte des zollerischen Besitzes innehabenden Verwandten gestorben war, eine halbe Nacht vor dessen Burg zu Balingen gepfiffen und getanzt habe, worauf der Balinger Bruder seinen Besitz um „ain gerings, und namlichen umb […] [an Württemberg] zu kaufen gegeben…“ habe.
Froben Christoph kannte den Betrag nicht, hätte ihn aber, wie die bewusste Auslassung zeigt, als sorgfältiger Chronist gerne wiedergegeben. Man kann davon ausgehen, dass diese Version dem Allgemeinwissen des süddeutschen Adels entsprach, wie dieses auch über 100 Jahre später bei Zusammentreffen untereinander ausgetauscht wurde. Die Chronik berichtet mehrfach über solche Treffen der Grafen und Herren im Land zu Schwaben, und Froben Christoph war, wie er in seiner Chronik berichtet, ab 1559 ausschreibender Graf für solche Treffen.
Bereits hier finden sich also zwei maßgebliche Elemente der späteren Sage: Der niedrige Kaufpreis und das missgünstige Verhalten des Verwandten auf der Zollernburg. Froben Christoph benutzt das Wort „Bruder“ als allgemeinen Begriff für Verwandtschaft, spricht aber konkret und korrekt vom „Vetter“. Dieter Mertens rechnet am Beispiel verschiedener zeitgenössischer Herrschaftsverkäufe vor, dass der Kaufpreis für damalige Verhältnisse angemessen war.

### Die Hauschronik der Grafen von Zollern

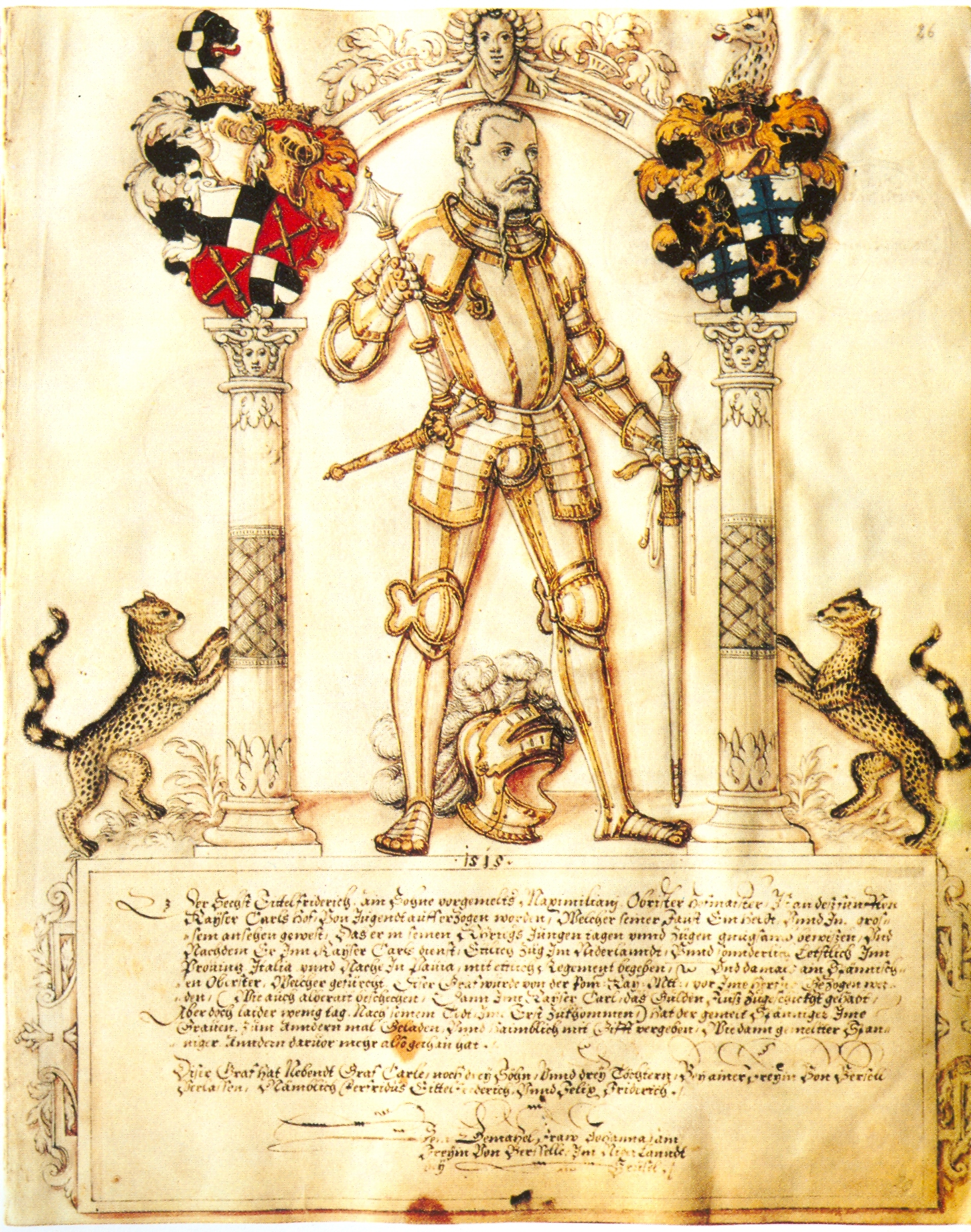
Die Hauschronik der Grafen von Zollern – hier: Eitelfriedrich III.

Im Jahr 1511 war es den Zollern nochmals gelungen, in den Besitz zumindest der Burg Schalksburg zu gelangen. Graf Eitelfriedrich II. von Zollern hatte die Pfandschaft über die Burg erworben. Es war sein Plan, die verloren gegangene Herrschaft wieder an das Haus Zollern zurückzubringen. So trug er dem Haus Württemberg an, dass einer seiner Söhne doch die Vogtei über das Amt Balingen übernehmen könne. Laut Zimmerischer Chronik sei er auch bereit gewesen, das Amt Balingen als Pfandschaft zu übernehmen. Die Pläne zerschlugen sich aber durch seinen Tod 1512. Im Jahr 1520 wurde in einem Erbvergleich im Hause Zollern die Schalksburg Eitelfriedrich III. als standesgemäßer Sitz zugewiesen. Sie kam 1525 nach dessen Tod an seinen Neffen Jobst Nikolaus II. († 1558). Von ihm löste Württemberg unter Herzog Christoph im Jahr 1554 die Pfandschaft wieder aus.
Graf Karl I. (1516–1576) fielen nach dem Tod Jobst Nikolaus’ II. im Jahr 1558 alle schwäbischen Besitzungen der Zollern zu. Er war aber auch damit konfrontiert, diese Besitzungen wieder unter vier Söhnen aufteilen zu müssen. Der endgültige Verlust der Herrschaft Schalksburg führte ihm vor Augen, dass sich ein solcher Verlust auf Grund von interfamiliären Streitigkeiten nicht wiederholen dürfe. Er nahm deshalb ausdrücklich Bezug auf den Verlust Balingens und der dazugehörigen Herrschaft, als er am 24. Januar 1575 in einem als Hausgesetz verfassten Letzten Willen erklärte:

„Darauß auch zum anderen noch mehr ybels ervolgt, das ein sollicher unwillen zwischen unseren vorfahren entstanden, das sie auch deshalben das irrig verkauft oder so teüer ainer dem anderen zue laid angebotten, das es kein grave von Zollern kaufen kündten, alleß damit sie es in frembde handt, den anderen zue trutz und laid, (wie dann mit Balingen und andern mehr güetern, so von unnß kommen, beschechen) bringen möchten…“

Graf Karl I. war darauf bedacht, seinen Nachkommen das gemeinsame Erbe ans Herz zu legen. Deswegen ließ er zwischen 1569 und 1576 auf der Basis von Vorarbeiten des Chronikschreibers Johannes Basilius Herold eine Hauschronik erstellen. Die Hauschronik der Zollern besteht aus einer Regentenreihe von 21 ganzseitigen, kolorierten Federzeichnungen mit Regentenabbildungen und einer durchschnittlich zehnzeiligen Legende. Sie ist vor allem in der Darstellung verwandtschaftlicher Verhältnisse sehr ungenau. So verwechselt, im für die Betrachtung der Hirschguldensage relevanten 15. Bild, das Friedrich Ostertag, genannt „Tägli“, darstellt, die Chronik den Großvater mit dem Enkel und macht diesen, der in Wirklichkeit nur über einen gemeinsamen Ururgroßvater mit dem Schalksburger verwandt war, zu dessen Bruder.
Die Chronik kehrt, erwartungsgemäß, die Sympathiebewertung um. Der Zollerngraf ist ein fröhlicher, kurzweiliger Mensch, der arglos auf seiner Burg ein Fest feiert, als sein eigenbrötlerischer Balinger Bruder den Leichnam seines Sohnes unterhalb der Burg von Balingen zum Kloster Stetten, dem zollerischen Hausbegräbnis, bringt, ohne aber dem Bruder den Todesfall angesagt zu haben. Wie oben dargelegt, fand ein Leichenzug von Balingen nach Stetten nicht statt. Eher spekulativ ist die Vermutung Bumillers, dass mit dem Leichnam, dem nicht die rechte Reverenz erwiesen wurde, nicht Friedrich VI. gemeint sei, sondern der in der Schlacht bei Reutlingen gefallene Friedrich IV., der Bruder Graf Müllis. Da nicht bekannt ist, auf welcher Seite die von Zollern-Zollern gekämpft haben, wäre dies ein nachvollziehbarer Grund für ein Zerwürfnis. Graf Friedrich Ostertag, genannt Tägli von Zollern-Zollern, war einer der Mitsiegler auf der Verkaufsurkunde; er befürwortete also den Verkauf.

### Zwei Berichte Jakob Frischlins aus unterschiedlichen Blickwinkeln

#### Eine Festschrift im Auftrag der Grafen von Zollern
Eine Generation nach der Chronik entstand ein Auftragswerk für Graf Eitelfriedrich von Hohenzollern-Hechingen (1545–1605) zu Ehren der Hochzeit seines Sohnes Johann Georg mit der Wild- und Rheingräfin Franziska von Salm-Neufville im Jahr 1598. Beauftragt wurde Jakob Frischlin, der Bruder des Dichters Nicodemus Frischlin und wie dieser aus dem Raum Balingen kommend.
Die Drey schöne und lustige Bücher von der Hohen Zollerischen Hochzeyt, die Jakob Frischlin auf der Basis der Hauschronik erstellte, handeln vom ersten Herkommen der Zollern und damit auch vom Verkauf der Herrschaft Schalksburg. Frischlin hatte natürlich die Hauschronik zur Verfügung und folgte ihr. Die angegebenen Verwandtschaftsverhältnisse sind ebenfalls nicht nachvollziehbar. Wieder ist es Graf Friedrich Ostertag, der ein geselliger und umgänglicher Mensch ist. Als neues Motiv taucht auf, dass er auf die Zusammenfassung der ganzen zollerischen Herrschaft pocht. Der Schalksburger Friedrich ist wieder ein ungeselliger Mensch, der den Vetter auf der Burg über den Tod des Sohnes uninformiert lässt. Das Trommeln und Pfeifen auf der Wacht, als der Trauerzug vorbeizieht, nimmt auch er als Schmach auf und verkauft deshalb Stadt und Amt Balingen hinterlistig an Württemberg. Bei Frischlin, als Balinger möglicherweise mit Kenntnissen aus seiner Amtsstadt vertraut, taucht nun der Kaufbetrag von 24.000 Pfund Heller auf. Martin Crusius hatte 1595/96 in seinen Annales Suevici 22.000 fl genannt. Von Umrechnungsproblemen zwischen Heller und Gulden einmal abgesehen, erklärte Frischlin aber auch „wurd also umb ein ringes Gelt von Zollern verkaufft“. Frischlin erläuterte auch, dass das württembergische Amt Balingen aus den alten zollerischen Herrschaften Balingen (gemeint ist Schalksburg) und dem ehemals hohenbergischen Ebingen bestand, und verwechselte in logischer Konsequenz das Verkaufsdatum mit 1397, als Eberhard der Greiner Ebingen als Pfand empfing.

#### In einer württembergischen Landesbeschreibung
Jakob Frischlin hatte auf eine Festanstellung bei den Zollern gehofft, die er aber nicht erhielt. Martin Crusius, kein Freund der Frischlins, schrieb in seinem Tagebuch: „Ich höre, Magister Jakob Frischlin hat weder in Hechingen vom papistischen Grafen noch in seiner Heimatstadt Balingen eine Anstellung erhalten. Jetzt beschreibt er eine Genealogie der Späth und hat 30 fl. dafür empfangen!“ Nach mehreren Jahren als Präzeptor an mehr als zehn unterschiedlichen Orten fand Frischlin doch eine Anstellung, ebenfalls als Präzeptor in Balingen.
Dort entstand eine zweite Fassung im Rahmen einer Landesbeschreibung Württembergs. Sie wird komplett Jakob Frischlin zugeschrieben und ist vermutlich um 1613 in Balingen entstanden. Es wurden hier einerseits die Gedichtstexte aus der Hohenzollerischen Hochzeit übernommen, gekürzt um die Aufzählung der einzelnen veräußerten Orte, da diese bereits an anderem Ort der Landesbeschreibung erwähnt worden waren. Bedeutender sind die Ergänzungen. Das schlechte Verhältnis der beiden Vettern wird noch ausführlicher dargestellt, die Sympathien werden aber vertauscht. Der Wunsch, die Einheit des Landes wiederherzustellen, wie in der zollerischen Fassung erwähnt, erscheint nun als boshafter und landgieriger, öffentlich geäußerter Wunsch auf das Ableben des einzigen Sohnes des Schalksburger Vetters: „Und brach heraus sagt offentlich// Wann mein Vetter bald stürb so wer ich//Ein Herr zu Schalcksburg und Balingen//Oh thet mir einer das Bottenbrodt bringen//Daß sein Sohn Gottfried gestorben wer//Das wer mir guete neue mehr“. Als der Schalksburger davon erfährt, sinnt er auf Rache. Die Beschreibungen des Leichenzugs ähneln sich, aber der Zorn über die nicht gedämpften Trommeln schlägt jetzt in Rache über: „Gantz rachgierig faßet ein Rath//Wie er vergelten mög die Tath“. Es sind also zwei eindeutig zu unterscheidende Fassungen. Einmal als Hofschreiber für die katholischen Hohenzollern, das andere Mal als lutherisch-württembergischer Geschichtsschreiber.

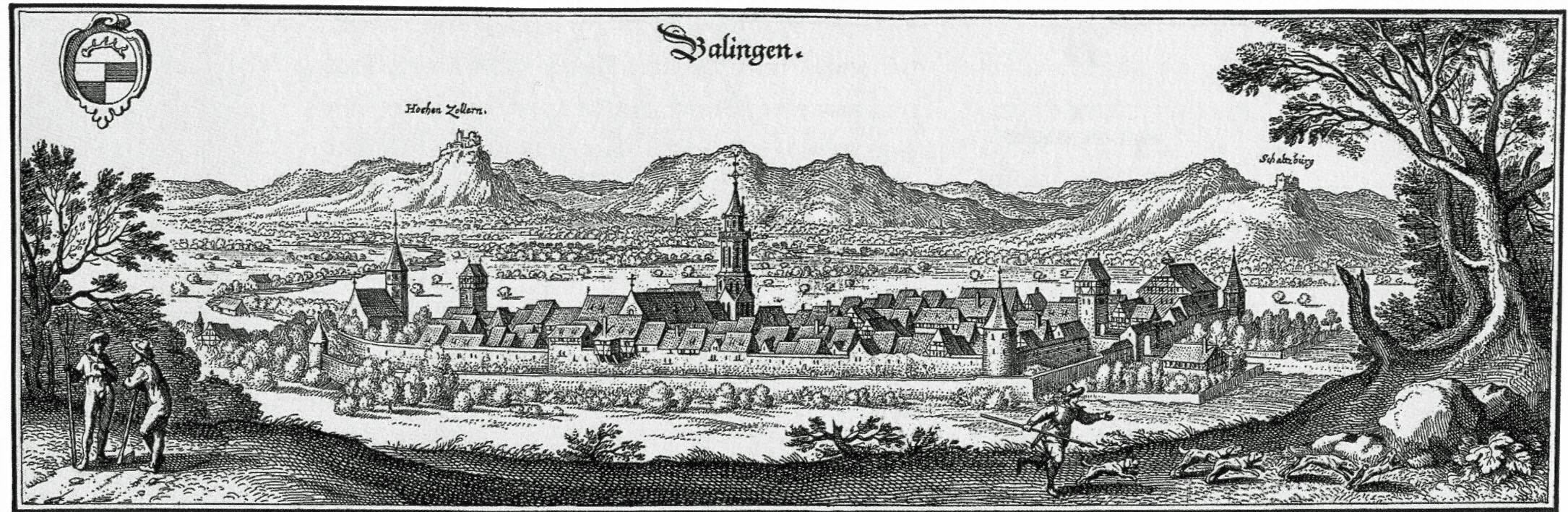
Balingen mit Zollernschloss, im Hintergrund links die Burg Hohenzollern und rechts die Ruine Schalksburg; Matthias Merian 1643
Die Überreste der Burg Hirschberg würden sich an der Stelle des hellen Flecks am Fuße des Berges rechts vom Kirchturm befinden

## Der Bruch in der Erzähltradition

### Die »Sage von den Drei Brüdern«nach Schwab
In den Jahren 1816/18 waren die Deutschen Sagen der Brüder Jakob und Wilhelm Grimm erschienen. Zwar entnahmen sie die von ihnen gesammelten Sagen vornehmlich mittelalterlichen Chroniken und Heiligenlegenden sowie neuzeitlichen Schwanksammlungen, aber die Texte wurden so aufgearbeitet, dass sie einer „Volkspoesie“ entsprachen, die ein „Volksgeist“ geschaffen habe. In dieser Tradition steht Gustav Schwabs 1823 erschienener Reiseführer der Schwäbischen Alb – Die Neckarseite der Schwäbischen Alb. In der Vorrede dieses Werkes erklärt Schwab, dessen Zweck sei, „… allen Freunden des geliebten Vaterlandes … den Genuß, den uns die Anschauung der Natur, die Bewunderung des Schöpfers, den wir in ihr ahnen, die Erinnerung an die merkwürdigen Menschen, die einst in ihr gelebt und auf sie eingewirkt haben …“ zu gewähren. Er führt die damaligen Klassiker der württembergischen Geschichtsschreibung als Quelle auf – er selbst habe nur die „Naturanschauung“ und die „Poesie“ dazu beigetragen. Daneben beruft er sich aber auch auf „manch wackeren Wirth am Fuße der Alb“. Und ein solcher Wirt aus Dürrwangen habe ihm die Sage von den drei Brüdern ziemlich verworren erzählt und offensichtlich auch noch in die Zeit seiner Jugend vorverlegt, indem er den „Karl Herzog“ zum Haupthelden der Geschichte machte. Schwab bemerkte dazu: „Offenbar ist es eine ältere Sage, die ich aus seinen verwirrten Reden endlich herauswickelte und getreulich wiedergeben will.“
Die älteren Darstellungen gehen von zwei Verwandten (Brüder oder Vettern) aus, deren Streit miteinander zur Trotzreaktion des Verkaufs der Herrschaft um einen geringen Betrag an Württemberg führt. Schwab gibt in seiner Ortsbeschreibung von Balingen die historischen Zusammenhänge korrekt wieder: Balingen ist Mittelpunkt der Herrschaft Schalksburg, welche 1403 an Württemberg verkauft wurde. In seiner Darstellung der Sage tauchen nun aber erstmals drei Brüder mit ihren dazugehörigen Burgen auf. Balingen gehört in dieser Darstellung nicht zur Schalksburg, sondern zur Burg Hirschberg. Weiter setzt Schwab hinter den bei ihm erstmals auftauchenden Hirschgulden ein Fragezeichen. Es bleibt dabei offen, ob er damit ausdrücken wollte, dass ihm eine solche Münze unbekannt war, oder ob ihm die zeitliche Einordnung des Hirschguldens bekannt war und er diesen Anachronismus ebenso herausstellen wollte wie den erwähnten „Karl Herzog“. Diese Münze wurde nur in den Jahren 1622 und 1623 in den württembergischen Münzstätten Christophstal, Stuttgart und Tübingen geprägt. Es war eine typische Münze der Kipper- und Wipperzeit. Der Hirschgulden hatte einen Nominalwert von 60 Kreuzer. Er wurde sehr bald „abgeschätzt“; die Handelsplätze Ulm und Augsburg akzeptierten ihn gar nicht mehr. Auch in Württemberg wurde er bereits 1623 um 80 Prozent abgewertet.
Die dritte Burg ist die Burg Hirschberg. Für Mertens ging mit dem Abgang der Burg Schalksburg und dem Ende der zollerischen Herrschaft, mit der Bezeichnung Herrschaft beziehungsweise Amt Balingen anstatt Herrschaft Schalksburg, die Verknüpfung zwischen der Schalksburg und Balingen verloren. Die Burg, die Balingen am nächsten ist, ist da im wahrsten Sinne des Wortes näherliegend.
Schwabs Albführer traf den Nerv der Zeit – das Bürgerliche Reisen. Es folgten ihm 1827 Der Bodensee nebst dem Rheinthale von St. Luciensteig bis Rheinsteg, zu dem auch der Handschriftensammler Joseph von Laßberg beitrug, und 1837 Schwaben, welches als Band 1 die Reihe Das malerische und romantische Deutschland eröffnete.

### Die »Sage vom Hirschgulden«von Wilhelm Hauff
Der sehr selbstbewusste Wilhelm Hauff (* 29. November 1802, † 18. November 1827) – „Ich habe … vierundzwanzig Jahre alt, ohne die Welt viel gesehen, ohne die Menschen lange studiert zu haben, in der kurzen Zeit von 10 Monaten drei, in sich sehr heterogene Werke herausgegeben, wovon bey dem jetzigen, dürftigen Zustand der Literatur, eines schon hingereicht hätte, mir bedeutende Aufmerksamkeit zuzuwenden“ – lässt sich keinem Literaturstil eindeutig zuordnen. Mit dem Roman Lichtenstein (1826) begründete er in Anlehnung an Walter Scott den historischen Roman in Deutschland. Seinen über Württemberg hinaus reichenden Ruhm begründete er mit dem zwischen 1825 und 1828 in drei Bänden erschienenen Märchenalmanach für Söhne und Töchter gebildeter Stände. Im dritten, nach seinem Tod veröffentlichten Band findet sich neben dem Kalten Herzen, Saids Schicksale und der Höhle von Steenfoll die Sage vom Hirschgulden. Wie bei den Märchen aus Tausendundeine Nacht und dem Decamerone greift die Rahmenerzählung, in die diese eingebettet sind – Das Wirtshaus im Spessart – das Motiv des lebensrettenden Erzählens auf. Eine Gruppe von Reisenden, darunter zwei Handwerksburschen, erzählt sich aus Angst vor Räubern Geschichten, um nicht einzuschlafen.
Das Manuskript wurde von Hauff nach der Rückkehr von einer im November 1826 beendeten Reise durch Frankreich, Holland und Norddeutschland bei seinem Verleger eingereicht. Mit den Worten des Zirkelschmieds, den er nach Abschluss seiner Erzählung sagen lässt „Das ist die Sage von dem Hirschgulden … und wahr soll sie sein. Der Wirt in Dürrwangen, das nicht weit von den drei Schlössern liegt, hat sie meinem guten Freund erzählt, der oft als Wegweiser über die Schwäbische Alb ging und immer in Dürrwangen einkehrte“, nimmt Hauff eindeutig Bezug auf Schwabs Fassung in dessen Wanderführer. Er hatte diesen am 13. November 1825 erworben.
Die Sage ist gegenüber Schwab auf den sechzehnfachen Umfang angewachsen. Die Elemente des Verkaufs um einen wertlosen Betrag und die Unverträglichkeit der Brüder sind beibehalten. Hauff mischt nun aber typische Märchenmotive in den Sagenstoff ein. Die Geschichte wird um eine ganze Generation erweitert, und neben den drei Brüdern werden eine Elterngeneration und weitere Figuren mit Namen ohne jeglichen Bezug zur zollerischen und württembergischen Geschichte hinzugefügt: ein griesgrämiger Vater und eine liebende Mutter, die aber am Kummer über die lieblose Behandlung ihres Sohnes durch ihren Gatten stirbt. An ihre Stelle tritt eine nur um ihre eigenen Söhne besorgte Stiefmutter. Zusätzlich kommt noch eine weise alte Frau, die Feldheimerin, hinzu, die dem guten Bruder, hier Kuno genannt, als Kind das Leben rettet, als er beim ersten Ausritt mit seinem misanthropen Vater vom Pferde fällt. Als der alte Graf dem alten Weibe einen Hirschgulden als Anerkennung für die Rettung des Jungen verwehrt, hält sie ihm die Prophezeiung entgegen, er werde noch einmal sehen, was von seinem Erbe einen Hirschgulden wert sei. Dieser Hirschgulden bekommt dadurch einen zentralen Stellenwert. An der Feldheimerin und einer weiteren handelnden Person, einem Pater Joseph, wird die Güte und Dankbarkeit des jungen Kuno dargestellt.
Die Popularität sowohl der Schwabschen Reiseliteratur als auch der Märchen Hauffs führten dazu, dass die Überlieferung als Hirschguldensage weite Verbreitung erlangte. Verstärkt wurde dies noch mit der Rolle, welche Sagen in der Vaterländischen Geschichtsschreibung des 19. Jahrhunderts und im Schulunterricht, insbesondere im Fach Heimatkunde, bis in jüngste Zeit hatten.

## Offene Fragen

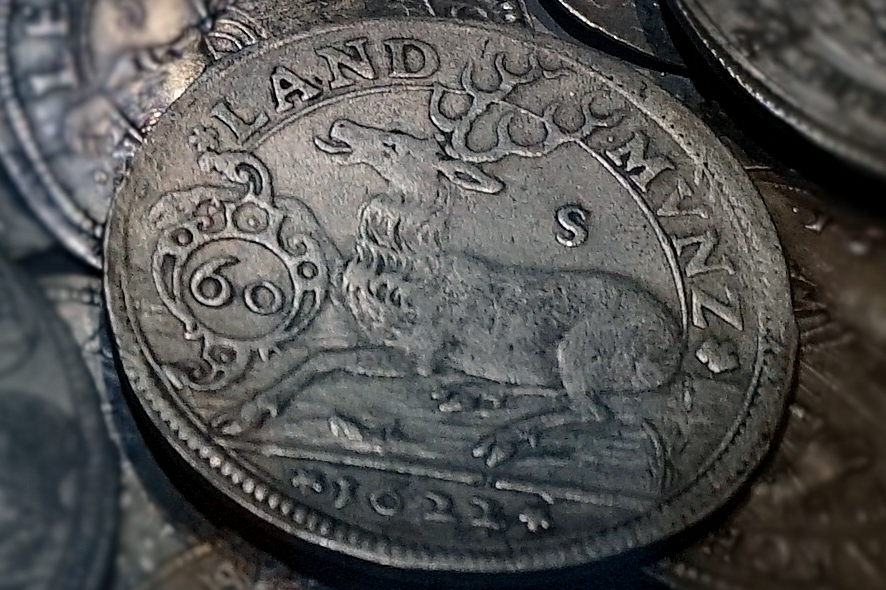
Hirschgulden von 1622

Die Darstellungen des württembergischen Pfarrers Schwab und des Stiftlers Hauff stellen die Geschichte aus der Perspektive der württembergischen Amtsstadt Balingen dar, die darüber froh sein darf, nicht unter die Herrschaft der schlechten Zollern geraten zu sein. Es spiegelt sich hier das württembergisch-protestantische Selbstverständnis wider.
Die älteren Darstellungen der Zimmerischen und der Zollerischen Chronik sind nicht der poetische Volksgeist, der von den Brüdern Grimm als die ideale Quelle der Volkssagen dargestellt wurde. Sie stellen vielmehr Beispiele der adeligen Erzählkultur dar, deren Zweck es war, Herkommen, Rang und Ehre und das innere Gefüge einer Adelsgesellschaft der eigenen Familie und den Standesgenossen zu vermitteln. Mit Jakob Frischlin und dem Buchdruck fanden sich diese Darstellungen auch in späteren Landbüchern und Geschichtsbüchern wieder.
Offen bleibt aber, wie die Pointe des lächerlichen Hirschguldens – Mertens vermutet in der ersten Hälfte des 17. Jahrhunderts – Eingang in die Überlieferung fand. Mertens sieht hier noch die zollerische Perspektive vertreten. Bei der ebenso offenen Frage, wann der Zweierbezug sich in den Dreierbezug und die Loslösung der Burg Schalksburg von der Herrschaft Balingen ausbildete, sieht Mertens einen Wechsel zur Balinger Perspektive. Die württembergischen Hirschgulden wurden 1622 und 1623 in einer Zeit der Münzentwertung ("Kipper-und Wipperzeit") geprägt. Diese Münzen wurden in großen Mengen produziert, waren vom Feingehalt aber geringwertig. 1623 wurden die Hirschgulden verboten und eingezogen bzw. gegen neue Münzsorten ausgewechselt. Daher steht der Hirschgulden symbolisch für einen geringen und kurzfristigen Wert.
Schwabs Hinweis auf die Erzählungen des Dürrwanger Wirtes scheinen auf eine mündliche Überlieferung des 17./18. Jahrhunderts hinzudeuten, obwohl, wie oben dargelegt, die Sagenforscher des frühen 19. Jahrhunderts ihre Stoffe zumeist aus schriftlichen Überlieferungen zogen.
Dieter Mertens vermutet eine nach 1623 entstandene, nicht mehr bekannte Version der Erzählung, welche die Elemente des Hirschguldens und die Erweiterung auf drei Akteure enthält. Mertens bringt dies mit der Erhebung in den Reichsfürstenstand von Graf Johann Georg (dem Bräutigam der Frischlinschen Fürstenhochzeit) durch Kaiser Ferdinand II. in Verbindung. Mit dieser neuen Ehre musste der Verlust eines bedeutenden Landesteils als besonders schmerzlich empfunden werden. Das Dreierelement führt er auf die Erbteilung der schwäbischen Zollern zum Zeitpunkt ihrer größten territorialen Ausdehnung unter Graf Karl (* 1516, † 1576) in die Linien Hohenzollern-Hechingen, Hohenzollern-Sigmaringen und Hohenzollern-Haigerloch zurück.
Keinerlei Erwähnung findet bei Mertens die kostenlose Preisgabe des Amtes Balingen an Graf Heinrich von Schlick zwischen 1634 und 1648 durch die kaiserliche Besatzung nach der verlorenen Schlacht bei Nördlingen. Württemberg wurde von kaiserlich-habsburgischen Truppen besetzt, Herzog Eberhard III. floh nach Straßburg. Die Regierung des Landes wurde von den Eroberern an ein Kollegium kaiserlicher Räte übertragen. Einige Ämter wurden an das Haus Österreich und an kaiserliche Günstlinge verschenkt. Die dem Obervogt von Balingen unterstellten Ämter Balingen, Ebingen, Rosenfeld und Tuttlingen kamen an den Hofkriegspräsidenten Graf Heinrich von Schlick. Auch nach der Rückkehr Eberhards 1638 blieben die verschenkten Ämter bis zum westfälischen Friedensschluss 1648 in nichtwürttembergischen Händen.
Den Missing Link kennen wir nicht.